# Ferdina
Ferdina is een geslacht van zeesterren uit de familie Ophidiasteridae.				

## Soorten
- Ferdina flavescens Gray, 1840
- Ferdina sadhaensis Marsh & Campbell, 1991